# Kniebeugen

Darstellung einer Person, die Kniebeugen betreibt

Das Kniebeugen (englisch Squat) ist eine Teildisziplin des Kraftdreikampfes. Während die Langhantel auf einem Gestell liegt, geht man darunter, legt sie auf den Kapuzenmuskel und umfasst sie mit den Händen. Nun löst man die Langhantel aus dem Gestell und tritt einen Schritt zurück. Jetzt wird die Kniebeuge durchgeführt, indem man mit der Belastung durch die Hantel in die Hocke geht und sich danach wieder aufrichtet. Im Bodybuilding und besonders im Kraftdreikampf werden die Oberschenkel bis zur Parallele des Bodens gebracht, wohingegen beim olympischen Gewichtheben häufig eine vollständige Kniebeuge ausgeführt wird, also bis die Oberschenkel deutlich unter der Parallele sind. Anschließend wird die Hantel wieder auf dem Gestell abgelegt.
Die Ausführung im Stil der olympischen Heber erlaubt jedoch nicht das Verwenden solch hoher Gewichte wie bei der Kniebeuge beim Kraftdreikampf. Das Ausführen der vollständigen Kniebeuge wird auch häufig in Zusammenhang mit Knieproblemen durch Kraftsport gebracht sowie mit Schäden an der unteren Wirbelsäule, aufgrund der leichter entstehenden, starken Krümmung. Grundsätzlich ist jedoch zu sagen, dass durch vorsichtige Ausführung und eine kontinuierliche Steigerung des Trainingspensums Schäden im Wesentlichen vermieden werden.
Beim Kraftdreikampf gilt es mit möglichst viel Gewicht eine saubere Wiederholung auszuführen.
Beim Bodybuilding sind Kniebeugen sehr beliebt, weil man mit dieser Übung mehr als die Hälfte der gesamten Muskelmasse des Körpers aktivieren kann. Dabei muss man allerdings berücksichtigen, dass ohne „Blockierung“ ernsthafte Schäden an der Wirbelsäule entstehen können und der Sportler auch nicht im Vollbesitz seiner Kraft ist. Diese unten erläuterte Blockierung sollte nicht in Pressatmung übergehen, (es sollte also zu keinem roten Kopf kommen), da durch häufigeres Pressatmen Schäden am Herzen und an den Adern auftreten können.
Auch Nasenbluten aufgrund des sehr hohen Blutdrucks kann auftreten.
Dies kann aber bereits durch nicht zu langes Aufrechthalten der Blockierung umgangen werden.
Genau wie beim Ausüben von Kreuzheben, Good Mornings, Rudern im Stand mit vorgebeugten Oberkörper und ähnlichen Übungen ist es sehr wichtig, eine Blockierung herbeizuführen:
1. Den Rücken grade zu machen, also in ein leichtes(!) Hohlkreuz zu gehen.
2. Vor Beginn der negativen Phase einzuatmen.
3. Die Bauchmuskeln anzuspannen.

Dadurch werden schwere Verletzungen an der Wirbelsäule, wie z. B. Bandscheibenvorfall, verhindert, weil der Druck im Bauchraum erhöht und die natürliche Krümmung der Wirbelsäule verringert wird. Personen mit einer Rückenverletzung oder einem angeborenen Wirbelsäulenfehler sollten indes auf die Ausübung von schweren Kniebeugen und den ersten Punkt der Blockierung verzichten. Beim Verwenden von geringeren Gewichten kann auf die Blockierung ebenfalls teilweise verzichtet werden, da der Oberkörper nicht droht, unter dem Gewicht zusammenzubrechen, was zu schweren Verletzungen führen kann. Auf einen geraden Rücken sollte dennoch stets geachtet werden.